# Sette Laghi (Tagikistan)
I Sette Laghi (in tagiko Ҳафткӯл, Haftkɵl, che significa appunto "sette laghi") chiamati anche laghi di Marguzor (in tagiko Марғузор, in russo Маргузор), dal nome di uno di essi, o anche le Sette bellezze di Shing, dal nome del fiume che li alimenta, sono una serie di laghi di montagna di sbarramento naturale che segnano il confine ovest dei monti Fan e sono situati nella parte occidentale del Pamir-Alaj.

## I laghi
Si trovano in Tagikistan, nel distretto di Panjakent della regione di Suƣd, a un'altezza che va dai 1598 m s.l.m, per il primo lago, fino ai 2400 m del settimo. Tutti questi laghi hanno colori diversi. I minerali disciolti nell'acqua conferiscono loro tonalità straordinariamente belle. I laghi hanno nomi individuali, ma vengono anche indicati semplicemente con il loro numero, da uno a sette:
- 1) Mižgon o Nežegon (in tagico Мижгон; in russo Нежегон, in italiano significano "ciglia"), a 1598 m[1] di altezza; è di color turchese, a volte blu e viola[3]. La superficie totale del lago è di 0,05 km². La profondità massima è di 20 m.
- 2) Soja (Соя, che in tagico significa "ombra"[2]), a 1701 m[1]. Ha molte sfumature di blu e viola, nella stretta valle i raggi del sole lo raggiungono raramente.[3].
- 3) Ҳušër, Gušor o Izšor (in tagico Ҳушёр; in russo Гушор, anche Изшор; in italiano "vigilanza". Così chiamato per la presenza di serpenti velenosi nella zona costiera[2]), si trova a 1770 m[3].
- 4) Nofin (Нофин), a 1820 m[3]. La lunghezza del lago è di 2 km, la sua larghezza è di 400 m[3]; assume tonalità di rosso.
- 5) Churdak (Хурдак, il suo nome significa "piccolo" ed è infatti il minore dei sette laghi), si trova a 1870 m, vicino al villaggio di Padrut (Падрут).[3]
- 6) Marǧuzor o Marguzor (Марғузор/Маргузор), a 2139 m. È il lago più grande ed è considerato il più bello, ha un colore blu chiaro.[3]
- 7) Hazārčašma o Azorčašma (in tagico Ҳазорчашма o Азорчашма), a 2400 m; è il settimo lago benché non appartenga allo stesso sistema degli altri. È alimentato da un migliaio di sorgenti, piccoli corsi d'acqua e da due fiumi (Gissar e Darachti Surch): il suo nome significa appunto "mille sorgenti".[3]

## Galleria d'immagini

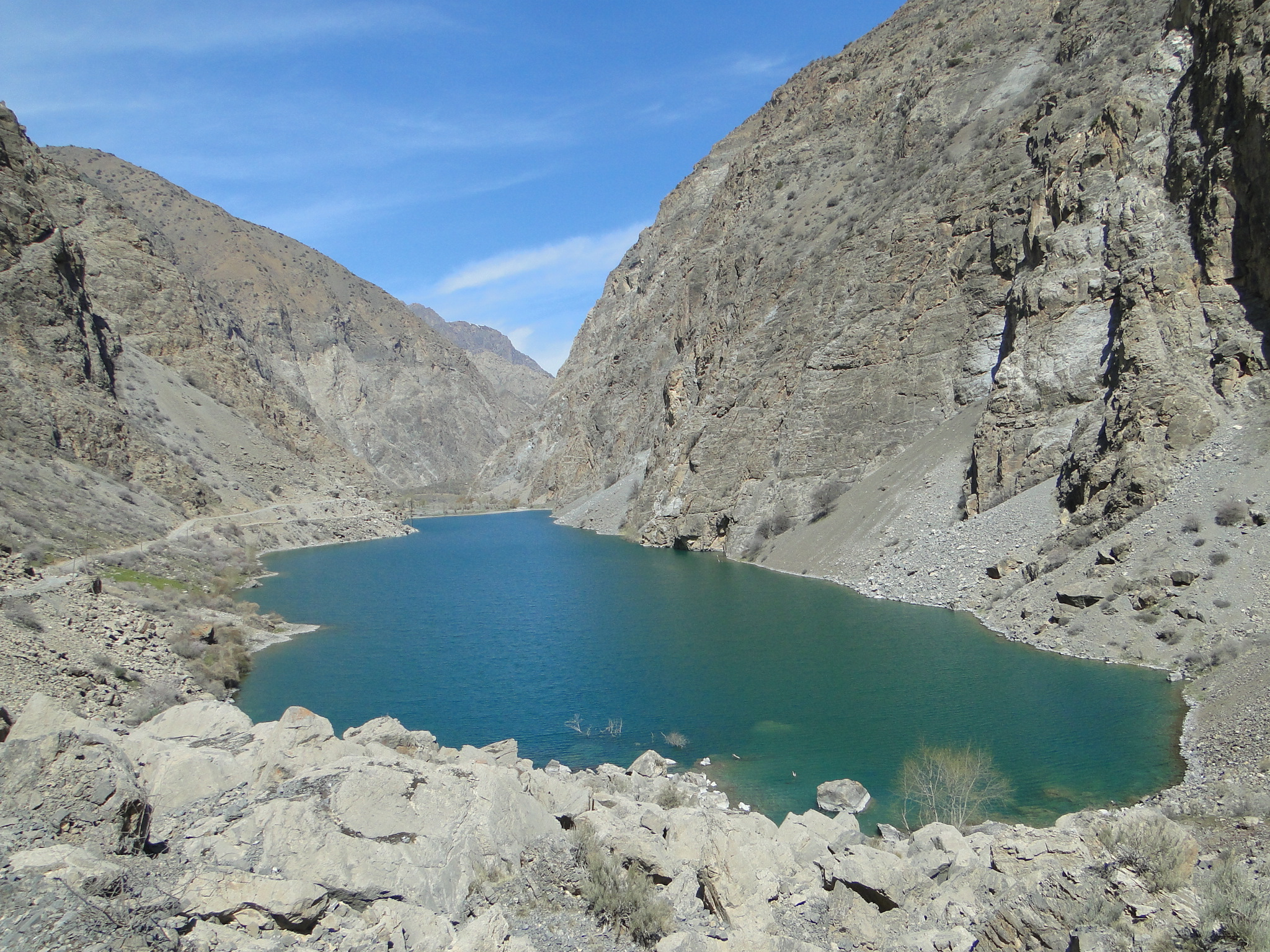
Veduta del lago n.3
Veduta parziale del lago n.5
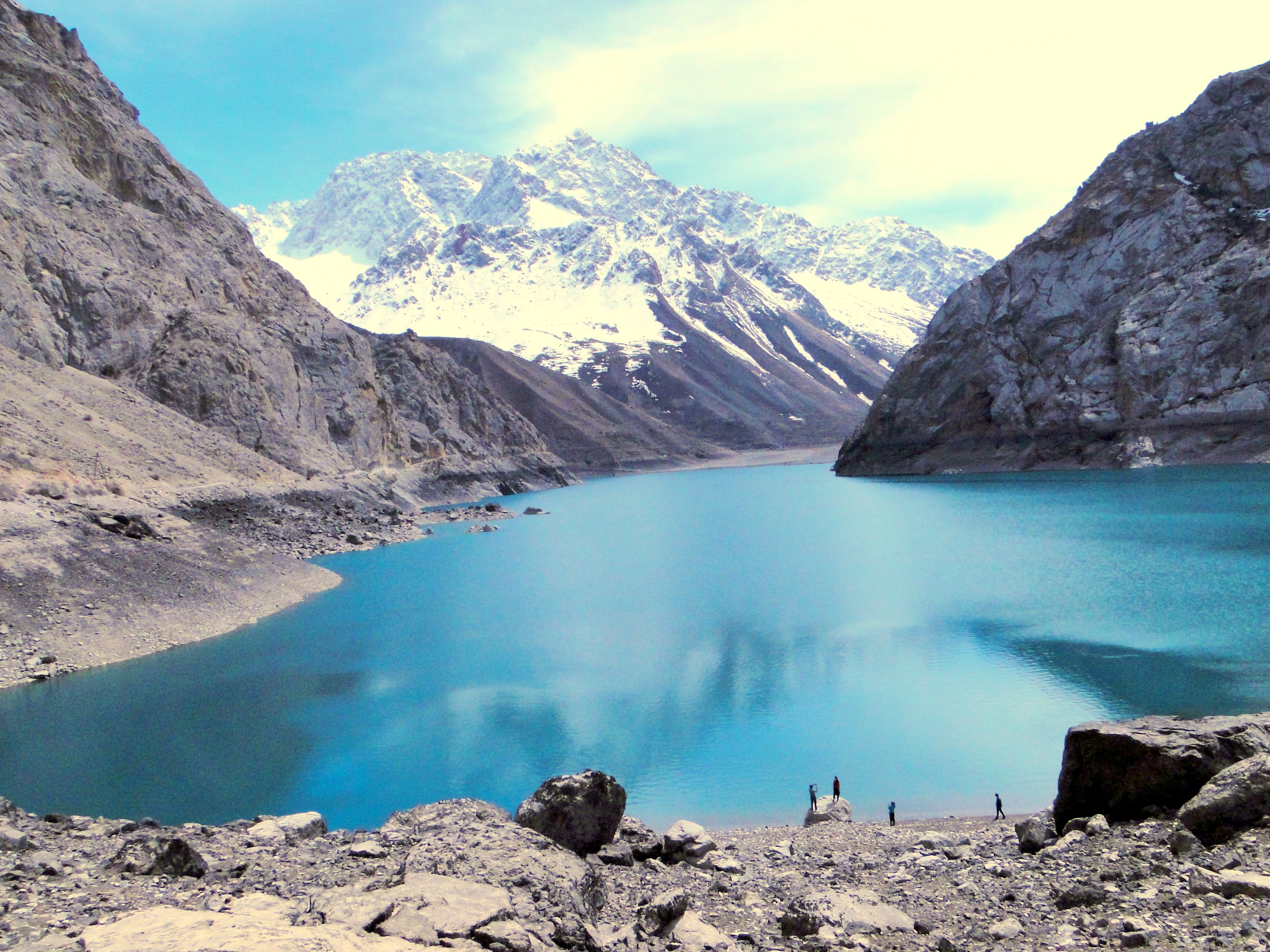
Veduta del lago n.6
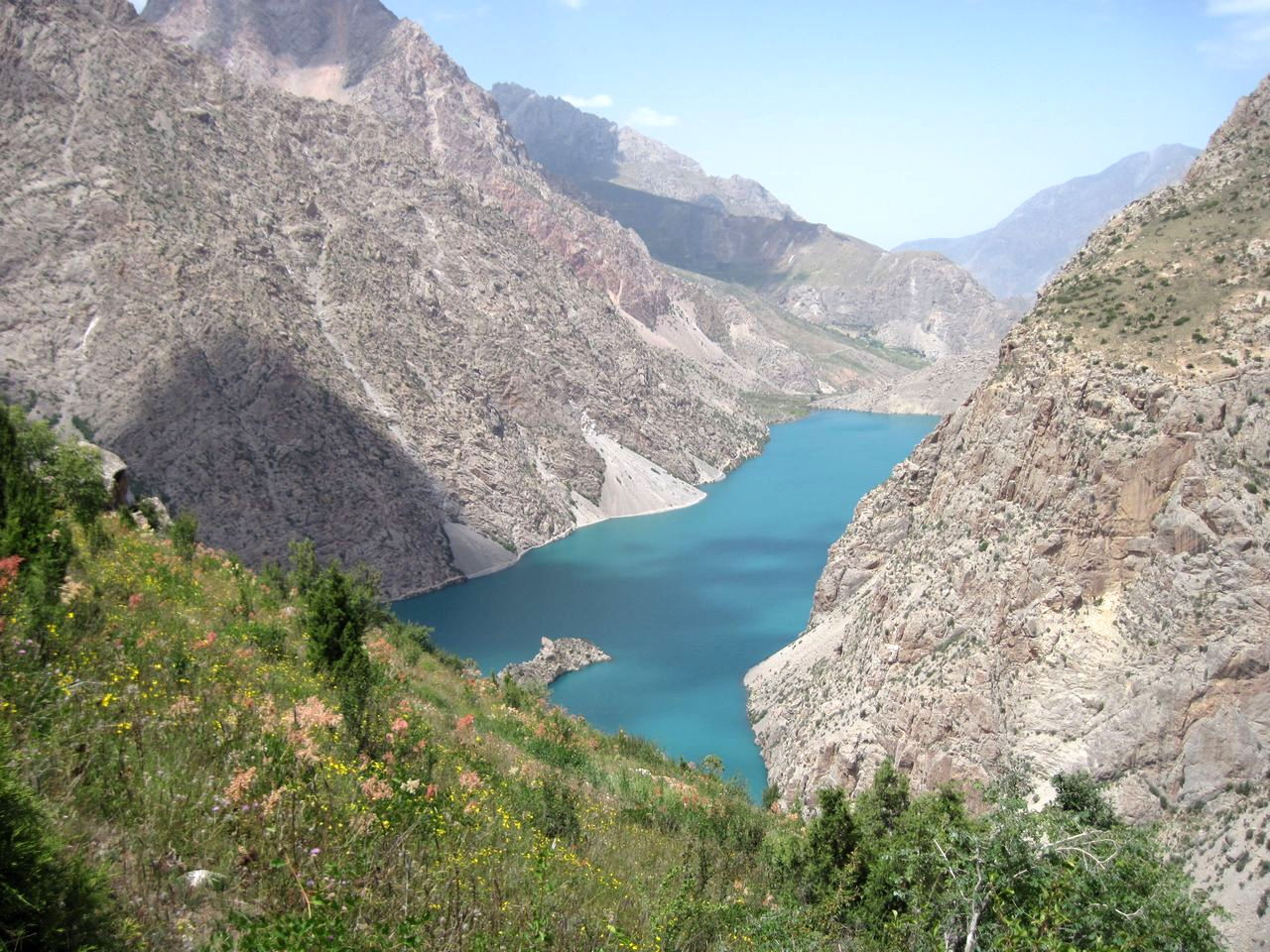
Veduta del lago n.7